# Penicillium echinulatum
Penicillium echinulatum är en svampart. Penicillium echinulatum ingår i släktet Penicillium och familjen Trichocomaceae.

## Underarter
Arten delas in i följande underarter:
- discolor
- echinulatum